# Open Sud de France 2020
Open Sud de France 2020 var den 33:e upplagan av Open Sud de France, en tennisturnering som spelades inomhus på hard court. Turneringen var en del av ATP 250 Series på ATP-touren 2020 och spelades på Arena Montpellier i Montpellier, Frankrike mellan den 3–9 februari 2020.

## Mästare

### Singel
- Gaël Monfils besegrade  Vasek Pospisil, 7–5, 6–3

### Dubbel
- Nikola Ćaćić /  Mate Pavić besegrade  Dominic Inglot /  Aisam-ul-Haq Qureshi, 6–4, 6–7(4–7), [10–4]